# Zonoepalpus testaceus
Zonoepalpus testaceus là một loài ruồi trong họ Tachinidae.